# Ziemowit
Ziemowit ist ein polnischer Vorname slawischer Herkunft, der sich aus den beiden Wörtern „siem“ (Familie) und „wit“ (Macht, herrschen) zusammensetzt.

## Bekannte Namensträger

### Herrscher
- Siemowit, war ein Fürst der Polanen in der zweiten Hälfte des 9. Jahrhunderts aus dem Haus der Piasten
- Ziemowit (Beuthen-Gleiwitz) (* um 1293–nach 1342), Herzog der oberschlesischen  Teilherzogtümer Beuthen und Gleiwitz